# Juliette and the Licks
Juliette and the Licks est un groupe américain de rock indépendant formé en 2003 à Los Angeles par l'actrice de cinéma Juliette Lewis.
Dave Grohl a assuré la partie batterie sur l'album Four On The Floor, sorti en 2006.
De leurs chansons connues, peu nombreuses, mentionnons You're Speaking my Language et Got Love To Kill.
Dans un article de blog myspace publié en 2009, Juliette Lewis a annoncé que le groupe arrivait à la fin de sa route. Elle a aussi expliqué qu'elle avait besoin de changement, elle a ainsi formé un autre groupe The New Romantique, un album nommé Terra Incognita a vu le jour la même année.

## Membres
- Juliette Lewis – chant principal, production (2003–2009)
- Emilio Cueto – guitare (2007–2009)
- Jason Womack – basse (2006–2009)
- Ed Davis – batterie (2006–2009)
- Craig Fairbaugh – guitare (2008–2009)

## Anciens membres
- Patty Schemel – batterie (2003–2004)
- Todd Morse – guitare, chœurs, basse dans l'album Four on the Floor (2003–2008)
- Kemble Walters – guitare, synthétiseur, piano, chœurs, basse dans l'album Four on the Floor (2006–2007)
- Jason Morris – batterie (2004–2006)
- Paul Ill – basse (2003–2006)
- Dave Grohl – batterie dans l'album Four on the Floor (2006)

## Discographie
- 2005 : ...Like A Bolt of Lightning (EP)
- 2005 : You're Speaking My Language (LP)
- 2006 : Four On The Floor (LP)